# ジミー・シェフィー
- ジミー・シャーフィー

ジミー・ハロルド・シェフィー（Jimmie Harold Sherfy, 英語発音: /ˈʤɪmi ˈʃɜrfi/; 1991年12月27日 - ）は、アメリカ合衆国カリフォルニア州ベンチュラ郡サウザンドオークス出身のプロ野球選手（投手）。右投右打。アメリカ独立リーグ・アトランティックリーグのガストニア・ゴーストペッパーズ所属。

## 経歴

### プロ入りとダイヤモンドバックス時代
2013年のMLBドラフト10巡目（全体300位）でアリゾナ・ダイヤモンドバックスから指名され、プロ入り。契約後、傘下のA-級ヒルズボロ・ホップスでプロデビュー。A級サウスベンド・シルバーホークスでもプレーし、2球団合計で18試合に登板して1勝1敗7セーブ、防御率1.04、29奪三振を記録した。
2014年はA+級バイセイリア・ローハイドとAA級モービル・ベイベアーズでプレーし、2球団合計で48試合に登板して5勝1敗7セーブ、防御率4.59、68奪三振を記録した。
2015年はAA級モービルでプレーし、44試合に登板して1勝6敗2セーブ、防御率6.52、50奪三振を記録した。
2016年はA+級バイセイリア、AA級モービル、AAA級リノ・エーシズでプレーし、3球団合計で52試合に登板して3勝4敗30セーブ、防御率2.77、79奪三振を記録した。オフの11月18日にルール・ファイブ・ドラフトでの流出を防ぐために40人枠入りした。
2017年はAAA級リノで開幕を迎えた。8月20日にメジャー初昇格し、同日のミネソタ・ツインズ戦でメジャーデビュー。この年メジャーでは11試合に登板して2勝0敗、防御率0.00、9奪三振を記録した。
2018年は15試合に登板して防御率1.65、17奪三振を記録した。
2019年は17試合に登板して1勝0敗1セーブ、防御率5.89、22奪三振を記録した。
2020年1月9日にヘクター・ロンドンの加入に伴ってDFAとなり、16日にマイナー契約でAAA級リノへ配属された。その後、8月19日に自由契約となった。

### ジャイアンツ時代
2021年2月にサンフランシスコ・ジャイアンツとマイナー契約を結び、スプリングトレーニングに招待選手として参加することになった。シーズン開幕後、6月6日にメジャー契約を結んでアクティブ・ロースター入りしたが、同日中に10日間の故障者リストに入った。6月9日に故障者リストから外れ、13日のワシントン・ナショナルズ戦で2年ぶりにメジャー復帰登板を果たした。7月6日にDFAとなった。

### ドジャース時代
2021年7月13日にウェイバー公示を経てロサンゼルス・ドジャースへ移籍した。移籍後は4試合に登板したが、右肘の炎症のため7月24日に10日間の故障者リストに入り、8月1日に60日間の故障者リストに移動した。オフの11月5日にFAとなった。

### 独立リーグ時代
2022年4月13日にアトランティックリーグのガストニア・ハニーハンターズと契約したが、4月29日に現役引退が発表された。
2024年5月16日にアトランティックリーグのスタテンアイランド・フェリーホークスと契約し、2年ぶりに現役復帰した。14試合にリリーフ登板して0勝1敗、防御率6.91という成績だった。
2025年2月14日にアトランティックリーグのガストニア・ゴーストペッパーズと契約を結んだ。

## 詳細情報

### 年度別投手成績
| 年 度    | 球 団    | 登 板 | 先 発 | 完 投 | 完 封 | 無 四 球 | 勝 利 | 敗 戦 | セ 丨 ブ | ホ 丨 ル ド | 勝 率 | 打 者 | 投 球 回 | 被 安 打 | 被 本 塁 打 | 与 四 球 | 敬 遠 | 与 死 球 | 奪 三 振 | 暴 投 | ボ 丨 ク | 失 点 | 自 責 点 | 防 御 率 | W H I P |
| -------- | -------- | ----- | ----- | ----- | ----- | -------- | ----- | ----- | -------- | ----------- | ----- | ----- | -------- | -------- | ----------- | -------- | ----- | -------- | -------- | ----- | -------- | ----- | -------- | -------- | ------- |
| 2017     | ARI      | 11    | 0     | 0     | 0     | 0        | 2     | 0     | 1        | 2           | 1.000 | 37    | 10.2     | 5        | 0           | 2        | 0     | 0        | 9        | 0     | 0        | 0     | 0        | 0.00     | 0.66    |
| 2018     | ARI      | 15    | 0     | 0     | 0     | 0        | 0     | 0     | 0        | 1           | ----  | 69    | 16.1     | 8        | 1           | 10       | 1     | 2        | 17       | 0     | 0        | 3     | 3        | 1.65     | 1.10    |
| 2019     | ARI      | 17    | 0     | 0     | 0     | 0        | 1     | 0     | 1        | 0           | 1.000 | 83    | 18.1     | 23       | 4           | 5        | 0     | 1        | 22       | 0     | 1        | 12    | 12       | 5.89     | 1.53    |
| 2021     | SF       | 10    | 0     | 0     | 0     | 0        | 1     | 0     | 0        | 0           | 1.000 | 46    | 10.2     | 9        | 2           | 4        | 0     | 1        | 9        | 1     | 0        | 5     | 5        | 4.22     | 1.22    |
| 2021     | LAD      | 4     | 0     | 0     | 0     | 0        | 1     | 1     | 0        | 0           | .500  | 17    | 4.1      | 3        | 1           | 0        | 0     | 1        | 3        | 0     | 0        | 3     | 2        | 4.15     | 0.69    |
| '21計    | LAD      | 14    | 0     | 0     | 0     | 0        | 2     | 1     | 0        | 0           | .667  | 63    | 15.0     | 12       | 3           | 4        | 0     | 2        | 12       | 1     | 0        | 8     | 7        | 4.20     | 1.07    |
| MLB：4年 | MLB：4年 | 57    | 0     | 0     | 0     | 0        | 5     | 1     | 2        | 3           | .833  | 252   | 60.1     | 48       | 8           | 21       | 1     | 5        | 60       | 1     | 1        | 23    | 22       | 3.28     | 1.14    |

- 2021年度シーズン終了時

### 年度別守備成績
| 年 度 | 球 団 | 投手（P） | 投手（P） | 投手（P） | 投手（P） | 投手（P） | 投手（P） |
| 年 度 | 球 団 | 試 合     | 刺 殺     | 補 殺     | 失 策     | 併 殺     | 守 備 率  |
| ----- | ----- | --------- | --------- | --------- | --------- | --------- | --------- |
| 2017  | ARI   | 11        | 1         | 0         | 0         | 0         | 1.000     |
| 2018  | ARI   | 15        | 0         | 2         | 0         | 0         | 1.000     |
| 2019  | ARI   | 17        | 0         | 2         | 0         | 0         | 1.000     |
| 2021  | SF    | 10        | 0         | 1         | 0         | 0         | 1.000     |
| 2021  | LAD   | 4         | 0         | 0         | 0         | 0         | ----      |
| '21計 | LAD   | 14        | 0         | 1         | 0         | 0         | 1.000     |
| MLB   | MLB   | 57        | 1         | 5         | 0         | 0         | 1.000     |

- 2021年度シーズン終了時

### 背番号
- 54（2017年 - 2019年）
- 64（2021年 - 同年7月5日）
- 58（2021年7月16日 - シーズン終了）